# Goldgräber (Rheinland)
Goldgräber (mittelalterlich „goltgrever“, auf Kölsch „Joldjrääber“, lateinisch „cloacarius“) war im Rheinland eine volkstümliche, euphemistisch-sarkastische Bezeichnung für Kloakenreiniger.
In mittelalterlichen Städten, zum Beispiel in Köln vom 13. bis 17. Jahrhundert, stand diese Berufsgruppe im sozialen Ansehen tief; es waren gemiedene Außenseiter. Hierunter fallen neben den Kloakenreinigern auch Henker, Abdecker und „Hundeschläger“. Die „Goltgrever“ waren zum meist nächtlichen Ausheben und Abtransport der Fäkalien aus den öffentlichen und privaten Abtritten verpflichtet. Anderseits waren diese Berufe passabel bezahlt, da sie besonders belastend waren. Oft waren die "Goldgräber" auch in Streitereien über ihre Aufgaben verwickelt, der Henker war meist ihr Aufseher.